# インセプション
『インセプション』（原題: Inception）は、2010年のSFアクション映画。クリストファー・ノーランが脚本、監督を務めた。音楽はハンス・ジマー。編集はリー・スミス。レオナルド・ディカプリオ、渡辺謙、ジョセフ・ゴードン＝レヴィット、マリオン・コティヤール、エリオット・ペイジ、トム・ハーディらが出演する。
2010年7月16日にワーナー・ブラザースの配給で全米で公開され、全世界で8億2,600万ドル以上の興行収入を記録し、2010年の興行収入ランキングで4位となった。第83回アカデミー賞では作品賞、脚本賞などの8部門にノミネートされ、撮影賞、視覚効果賞、音響編集賞、録音賞を受賞した。

## ストーリー
冒頭、海岸で目覚めるドム・コブは、年老いたサイトーと食事をする。
その全く同じ部屋で現在のサイトーとコブは相棒のアーサーと食事をしながら、アイディアの寄生に関して話す。コブはそこで、亡き妻モルと出会う。コブはアーサーと共に金庫から秘密が書かれた封書を盗み出すが、サイトーとモルに阻まれ、仕方なくコブはアーサーを射殺して、その巨大な日本的な屋敷を崩壊させる。これは実はアーサーの夢の中に入り込んで「明晰夢」を操作していたのであった。暴動が迫る古いアパートでアーサー、サイトーは目覚め、コブは浴槽に"キック"されて目覚める。コボル社に機密を教えるためにサイトーを銃で脅すが、サイトーにそこもまた夢であることがバレて失敗。これはナッシュの夢の中であり、現実では日本の新幹線「のぞみ」のグリーンシートで4人は寝ているのであった。「エクストラクト」という夢の中に入って情報を抜きとる産業スパイとしての仕事に失敗したコブは新幹線を降り、アーサーとナッシュもサイトーと日本人協力者を残して去る。子供たちと電話で話すコブのホテルの部屋にアーサーが来て、一緒にヘリコプターで逃げようとするが、そのヘリコプターに乗っていたのは、サイトーであった。ナッシュを捕まえて口を割らせたのである。サイトーに促されてヘリコプターに乗せられたコブとアーサーに、サイトーは逆に、「インセプション」が可能かを尋ねる。「インセプション」とは、「エクストラクト」の様な抜き取り術とは逆に相手にアイディアを植え付けることであった。アーサーは不可能だと答えるが、コブは否定せずヘリコプターを下りる。サイトーから病気である競争相手モーリス・フィッシャーが経営するエネルギー複合企業を破滅させるため、モーリスの息子にして後継者であるロバート・フィッシャーに父親の会社を解体させるのを納得させるアイディアを植え付けるインセプションを依頼する。サイトーは、見返りとしてコブの犯罪容疑を取り消して、アメリカへ再入国してコブが娘と息子が待つ家に戻れるよう、影響力を行使することを匂わせる。パリへの機内で、心配するアーサーにコブはかつて、インセプションをしたことがあると伝える。
コブはパリの大学へ行き、恩師であり亡き妻モルの父でもあるマイルス教授から優秀な「設計師」としてアリアドネを紹介される。アリアドネに夢に入る世界を教え設計を教示するが、コブの夢の中で強烈な潜在意識であるモルの存在を恐れて、断る。コブは、ケニアのモンバサのカジノに行き、口達者な「偽造師」イームスと会って、協力を要請、コブは追手から逃げる最中にサイトーに救われる。夢の設計というかつてない挑戦に取り付かれたアリアドネは、戻ってアーサーから指導を受ける。コブはサイトーと共にイームスから、夢を安定させる強力な鎮静薬を調合する「調合師」ユスフと会い、実際に体験するが、コブはやはり潜在意識のモルの存在に悩まされる。
フィッシャーが治療を受けるシドニーにて、機会を待つコブ、サイトー、アーサー、アリアドネ、イームス、ユスフの6人。夢と現実を見分けるトーテムと呼ばれる小道具を作っているアリアドネは、コブと話した時にコブには妻殺しの容疑を掛けられていることを知る。ロバート・フィッシャーにインセプションする作戦会議では、夢の第1階層では父との関係を提起、第2階層で自分で何か成し遂げたい、第3階層で自分の道を進め、と植え付けることにする。毎晩コブが鎮痛薬を受けて夢の中に入っているのを気にしていたアリアドネはコブの夢の中に潜入し、そこで亡き妻のモルを閉じ込めていたことを知る。彼女はコブを心配し、自らも作戦に参加することにする。いよいよモーリス・フィッシャーが亡くなり、作戦の準備の為サイトーは航空会社を買収しており、ロバートが乗るシドニー発ロサンジェルス行きの飛行機に乗り込んでロバートに鎮痛薬を飲ませて眠らせ、5人と共にユスフの夢に参加させる。
『第1階層』は雨のロサンジェルス。タクシーを奪い、タクシーに乗り込んできたロバートを拉致するが、その時にコブたちは突然、機関車に襲われ、サイトーたちも謎の武装集団に襲撃される。ロバートが何者かが潜在意識に潜入したことを想定して自衛手段を掛けていた為で、銃撃戦でサイトーが負傷してしまう。サイトーを作戦から離脱させるべく射殺しようとするイームスに対して、コブは鎮静剤が強力過ぎるので、今死んだら「虚無」に落ちることを皆に伝え、混乱のなか作戦を変更する。倉庫に逃げた6人は、ロバートを脅し、イームスは亡くなったモーリスの右腕だったピーター・ブラウニングに化けて、嘘の情報をロバートに植え付けるのに成功する。武装集団に見つかり、車で逃げる6人は、車を運転するユスフ以外はロバートを伴って、『第2階層』のアーサーの夢であるホテルに入る。ホテルのバーで金髪美女に変身したイームスがロバートを口説く。そこで、ロバートにコブは夢の中にいることを敢えて伝えて追手を倒し、ロバートが監禁される予定だった部屋に入る。その部屋にブラウニングが現れた為、ロバートはブラウニングが陰謀の主であったかもしれないと思い、ロバートは率先して第3階層に入ることを望み、アーサーが残って5人はイームスの夢の中に入る。ユスフの運転する車は雨の中、武装集団からの攻撃を受けており、その中で眠る6人は常に第2階層でも重力の変化や振動、天候の異常を感じる。ホテルに残ったアーサーは、5人が眠った後は、上の階層で車が傾くと、重力が変化するような状況で追手と戦うことになる。『第3階層』は雪山の病院。イームスは囮として武装集団を引きつけ、その間にサイトーがロバートを伴って病院に潜入し、コブとアリアドネが護衛する。
第1階層での、ユスフの運転する車は橋から飛び降り、その衝撃で第2階層のアーサーも吹き飛ばされ、第3階層では雪崩が起きる。負傷しているサイトーを伴って、ロバートは金庫に入ることに成功するが、直前でモルが現れロバートを殺したために、モルを射殺するがロバートは虚無に落ちてしまう。作戦の失敗を謝罪するコブに、アリアドネは一緒に虚無に落ちて、ロバートを救うことを提案する。
コブとアリアドネは虚無に入り、廃墟が崩れる海岸で目覚める。そこはコブが亡き妻のモルと愛し合っていた時に共に作った思い出の場所が詰まった世界であった。コブとアリアドネは、第3階層で射殺したモルと出会う。モルはコブに虚無に残ってほしいと頼み、コブはアリアドネに現実に戻りたくないと言ったモルに対してインセプションした過去を語る。次のキックが迫る中、コブをナイフで襲ったモルをアリアドネは射殺し、ロバートを見つけて高層階から突き落とす。第3階層では、サイトーが武装集団を引きつけていたが、力尽きてしまう。イームスが与えた電気ショックでロバートの蘇生に成功してロバートは生き返り、ロバートは金庫を開けて死ぬ間際の父モーリスと対面して、遺言を得る。インセプションが成功したのを見届けて、イームスは第3階層の病院ごと爆破する。いまだモルに翻弄されるコブにアリアドネは戻ろうと懇願するが、コブは虚無にサイトーも落ちてくるから、彼を助けてからだと、先にアリアドネだけが第3階層の病院に、病院の爆破で第2階層のホテルに戻る。第1階層の乗車中の車の落下で無重力となってしまったために、第2階層でアーサーはエレベーターに5人を乗せて爆破し、キックの衝撃を与える。結果、川に落ちた車の中に乗っていた、アーサー、アリアドネ、ブラウニングに変装したイームス、ロバートが目覚めて、川に沈む車から脱出する。
冒頭のコブと、年老いたサイトーが食事をするシーンに戻り、虚無の世界で年月が経ったのが分かる。コブはサイトーにアイディアについて語り、サイトーに自殺を勧め、やがてコブ、サイトー、アーサー、アリアドネ、イームス、ユスフ、ロバート全員が飛行機の中で目覚める。コブはアメリカへの入国審査をパスすることができ、マイルス教授に空港で迎えられる。アメリカの自宅にたどり着く、コブはトーテムを回し先へ進むとそこには夢にまでに見た子供たちの姿、ついにコブは子供たちを抱き上げる。
そんな幸せそうなコブの背後でトーテムは不安定に回り続け、止まるか止まらないかという寸前で物語は幕を閉じる。

## 登場人物・キャスト
ドム（ドミニク）・コブ
演 - レオナルド・ディカプリオ
本作の主人公。「エクストラクト」という方法で人の潜在意識の中に潜り込み情報を抜き取る産業スパイ。夢の世界や潜在意識に関する知識さらには心理操作を得たが、現実では合法的に活用できる場はカウンセラーの仕事しかなく、そう言う仕事を好まなかったが故に非合法な世界に飛び込んだ。劇中序盤、コボル社の依頼で日本でサイトーをターゲットにアーサー・ナッシュと仕事を共にするが失敗し、散り散りに逃亡する選択をする。その中で「列車嫌い」を公言している。この仕事に失敗したためコボル社から命を狙われる羽目になる。元々夢の世界でクリエイターとして活動する「設計士」でもあったが、モルの死後はその仕事をしなくなった。アーサー曰く「やるなということを自分でやるのがコブだ」と評する通り、タブーと言われるターゲットに現実ではなく夢の世界だと教える行為を行なっており、"ミスター・チャールズ"という潜在意識の専門家に成りすましてターゲットを心理的誘導する作戦を提案する。
ディカプリオは製作にあたり、まず初めにキャスティングされた。
サイトー / 斉藤
演 - 渡辺謙
日本人実業家。劇中序盤でコブ達のターゲットとなったが、仕事に失敗したコブに対して逆にコブ達の有能性を理解して「インセプション」の仕事を依頼し、「仕事を引き受け成功した暁には、コブの犯罪歴を抹消し子供達にも会わせてやる」と取引を持ちかける。潜在意識に関しては専門外だが、スポンサーとして作戦の成功を見届けるとしてチームに参加する。財力も相当なもので、作戦で使用を検討したボーイング747ジャンボジェット機を航空会社ごと買収して、コブ達に全面協力する。
渡辺謙は『バットマン ビギンズ』に次いでノーラン作品に参加し、直接ノーランから電話で出演依頼を受け、即承諾したという。
アーサー
演 - ジョセフ・ゴードン＝レヴィット
コブの右腕で、チームの頭脳。夢の世界や潜在意識に関しての知識はコブと同等で夢の世界での行動パターンや作戦の詳細などの立案をするが、イームスからは「堅実的すぎてロマンチスト・ユーモラス性に欠ける」と称される。「インセプション」第二階層の夢の主。
当初アーサー役にはジェームズ・フランコがキャスティングされていたが、スケジュールが合わず降板。しかし、レヴィットは代役ながらアカデミー助演男優賞に相応しいと評論家に推されるまでの存在感を見せた。
モル（マロリー）・コブ
演 - マリオン・コティヤール
コブの妻で、現在は既に故人。本作のヴィランで、夢の世界に現れてはコブ達の邪魔をする。
アリアドネ
演 - エリオット・ペイジ
チームに「設計士」として加わった大学生。マイルス教授からコブより優秀な人材として紹介される。コブも認める程の才能の持ち主で、一時期コブがひた隠しにしている闇を覗いたことで恐怖心を抱きチームを離脱しようとするが、現実ではやることが制限されている制約がないことの渇望感から再びチームに加わる。
イームス
演 - トム・ハーディ
チームに「偽装師」として加わったコブの馴染み。夢の世界では、変装のプロとして活動する。軽薄な態度や言動とは裏腹に、諜報活動のプロで「インセプション」を実行する上での作戦の計画などを立案する頭脳派であると同時に、銃火器の扱いにも明るい。「インセプション」第三階層の夢の主。
ハーディ演じるイームスが登場するアフリカの街は、劇中ではケニアのモンバサになっているが、撮影されたのはモロッコのタンジェである。
ユスフ
演 - ディリープ・ラオ
チームに「調合師」として加わった薬剤師。チームにオリジナルで作った睡眠薬を提供し、チームの一員として作戦に同行する。コメディリリーフな一面が目立ち、「インセプション」第一階層での夢の主だが飛行機内でシャンパンの飲み過ぎで催してることを揶揄われたり、バンの運転時にはアクロバットな運転を自慢するも自分以外は全員寝ている状況だったりした。
ロバート・フィッシャー
演 - キリアン・マーフィー
本作のメインターゲット。父・モーリスのエネルギー複合企業を継承したが、親子仲は相当悪く父親を憎んでいる面もある。サイトーからロバートに継がせた会社を潰させる計画が出ている段階から相当有能な人物であることが窺える。また、専門家からコブの様な潜在意識に忍び込む存在に対しての万が一を想定されて自分の潜在意識を武装化する訓練を受けていた為、「インセプション」がさらに難航する原因となる。
ピーター・ブラウニング
演 - トム・ベレンジャー
モーリスの会社時代の部下で、ロバートの会社の同僚。ロバートの名付け親でもある。イームスの情報収集において"ロバートが会社を潰す危険性がある"と断定して会社の継承を阻止しようとする動きを見せたことから利用を考える。
モーリス・フィッシャー
演 - ピート・ポスルスウェイト
ロバートの父で、登場時点では病床に伏しているが、劇中で死去。死ぬ間際ロバートに「お前には失望した」と不仲な親子仲を匂わせる発言をしている為、ロバートから恨まれていた。
ナッシュ
演 - ルーカス・ハース
劇中序盤で、サイトーをターゲットにした仕事でコブ達と仕事をしていたが失敗し、コブ達を裏切りサイトーに密告する。
マイルス教授
演 - マイケル・ケイン
モルの父親。コブの義父であると同時に、学生時代の恩師であり、潜在意識に関する知識や夢の世界での「設計士」としての技術を叩き込んだ。しかしコブの仕事に関しては否定的で「非合法なやり方を教えた覚えはない」と称している。

## 日本語吹替
| 役名                       | 俳優                           | 日本語吹替                                                                  | 日本語吹替                                   |
| 役名                       | 俳優                           | 劇場公開版                                                                  | テレビ朝日版                                 |
| -------------------------- | ------------------------------ | --------------------------------------------------------------------------- | -------------------------------------------- |
| ドム・コブ                 | レオナルド・ディカプリオ       | 内田夕夜                                                                    | 浪川大輔                                     |
| サイトー                   | 渡辺謙                         | 渡辺謙                                                                      | 渡辺謙                                       |
| アーサー                   | ジョセフ・ゴードン＝レヴィット | 土田大                                                                      | 松田洋治                                     |
| モル・コブ                 | マリオン・コティヤール         | 五十嵐麗                                                                    | 冬馬由美                                     |
| アリアドネ                 | エリオット・ペイジ             | 冠野智美                                                                    | 白石涼子                                     |
| イームス                   | トム・ハーディ                 | 咲野俊介                                                                    | 平田広明                                     |
| ユスフ                     | ディリープ・ラオ               | 木村雅史                                                                    | 江川央生                                     |
| ロバート・フィッシャー     | キリアン・マーフィー           | 三木眞一郎                                                                  | 小山力也                                     |
| ピーター・ブラウニング     | トム・ベレンジャー             | 石塚運昇                                                                    | 谷口節                                       |
| モーリス・フィッシャー     | ピート・ポスルスウェイト       | 丸山詠二                                                                    | 納谷悟朗                                     |
| ナッシュ                   | ルーカス・ハース               | 川中子雅人                                                                  | 勝杏里                                       |
| マイルス教授               | マイケル・ケイン               | 小川真司                                                                    | 糸博                                         |
| フィリッパ・コブ（3歳）    | クレア・ギア                   | -                                                                           | -                                            |
| フィリッパ・コブ（5歳）    | テイラー・ギア                 | 諸星すみれ                                                                  | 釘宮理恵                                     |
| ジェームズ・コブ（20か月） | マグナス・ノーラン             | -                                                                           | -                                            |
| ジェームズ・コブ（3歳）    | ジョナサン・ギア               | 関根航                                                                      | 金田朋子                                     |
| マリー                     |                                |                                                                             | 蓬萊照子                                     |
| タダシ                     | タイ＝リー・リー               | 酒巻光宏                                                                    | 杉山大                                       |
| ブロンドの女               | タルラ・ライリー               | にしおかすみこ                                                              | 恒松あゆみ                                   |
| 老人                       | アール・キャメロン             |                                                                             | 真田五郎                                     |
| やせた男                   | ティム・ケレハー               |                                                                             | 内田聡明                                     |
| 斉藤の部下                 | ユウジ・オクモト               |                                                                             |                                              |
| その他声の出演             | その他声の出演                 | 一城みゆ希 堀越省之助 田中完 丸山壮史 間宮康弘 中村浩太郎 たなか久美 森夏姫 | 高橋里枝 加藤優子 加藤拓二 斉藤次郎 高岡瓶々 |
| 日本語版制作スタッフ       |                                |                                                                             |                                              |
| 演出                       | 演出                           | 小山悟                                                                      | 鍛治谷功                                     |
| 翻訳                       | 翻訳                           | アンゼたかし                                                                | アンゼたかし                                 |
| 制作                       | 制作                           | HALF H･P STUDIO                                                             | 東北新社                                     |
| 初回放送                   | 初回放送                       |                                                                             | 2012年6月10日 『日曜洋画劇場』 21:00-23:39   |

- 字幕・吹替とも翻訳はアンゼたかし。
- 劇場公開版吹替でのにしおかすみこの起用は渡辺謙からの指名であり、にしおかが出演している『紳助社長のプロデュース大作戦!』（TBS）で直接伝えられた。
- テレビ朝日版吹替でモーリス・フィッシャー役のピート・ポスルスウェイトを担当した納谷悟朗はこの作品の収録直後に体調を崩してそのまま復帰することなく2013年3月5日に死去したため、今作のテレビ朝日版は納谷の遺作となった[8]。

## 製作

劇中で参照されるイギリスの数学者ロジャー・ペンローズによるペンローズの階段。マウリッツ・エッシャーなどの作品に深く影響を与えた。

クリストファー・ノーランが構想期間約20年ほどの歳月をかけた作品であり、イギリス系アルゼンチン人の作家であるホルヘ・ルイス・ボルヘス著『伝奇集』の短編「Las ruinas circulares（円鐶の廃墟）」や「El milagro secreto（隠れた奇跡）」から着想を得たという。構想中には『マトリックス』『ダークシティ』『13F』などの作品から影響を受けている。また、今敏監督のアニメーション映画『パプリカ』も、『インセプション』にインスピレーションを与えたと言われる。
2002年、『インソムニア』の撮影を終えたノーランはワーナー・ブラザースに対して、夢の中に入り込む泥棒を描いた80ページほどの映画の脚本と、重力が反転するホテル内での格闘シーンを描いたコンセプト画を提示した。
このホテルの格闘シーンのコンセプト画をワーナーが気に入り、映画化することが決定した。
当初はホラー映画として製作される予定であった。
しかし、本作の脚本を執筆中にダークナイト3部作の撮影があり、またノーラン自身もインセプションをよりスケールの大きな映画にしたいという気持ちが生まれたため、脚本が完成するまでに8年の時間を要した。
2009年2月11日、ワーナー・ブラザースよりノーランから本作の脚本を購入したことが発表される。
同年6月19日に東京で製作が始まり、ロサンゼルス、ロンドン、パリ、タンジェ、カルガリーなど世界各所で撮影が行われた。
東京では、新幹線車内での撮影やヘリの空撮、都内の高層ビル（アークヒルズ）のヘリポートでの撮影が行われた。また、映画の中に新幹線の走行シーンが登場するが、制作側から日本のイベント・映画製作会社に「緑あふれる田園風景を新幹線が駆け抜ける場所」との依頼があり、「監督（クリストファー・ノーラン）好みの車両がすれ違うシーン」を調べたうえで、静岡県富士川付近で撮影された。
主要撮影は7月13日より開始された。7月15日には、ユニヴァーシティ・カレッジ・ロンドンの図書館で撮影が行われた。図書館の標識はフランス語に変更された。8月17日、セーヌ川のビラケム橋周辺で撮影が行われた。また、8月24日にはモロッコで撮影された。9月27日からはロサンゼルスで撮影が始まった。

## 音楽
本作の音楽はハンス・ジマーが手掛け、ノーランとは『バットマン ビギンズ』、『ダークナイト』に次ぐ通算3回目のコラボレーションとなった。 ジマーによると「とてもエレクトロニックなスコア」であるという。作中でのギターを元ザ・スミスのジョニー・マーが担当している。
コブ達は夢から現実に戻る際の合図として、エディット・ピアフの『水に流して』（Non, je ne regrette rien）を使用している。コブ達が深い階層にて活動中に印象的な音楽が断続的に鳴るが、これは「水に流して」を低速度で逆回転させた音である。モル役のマリオン・コティヤールが2007年にエディット・ピアフの伝記映画で主演しているが、それより前に脚本で曲を使用することが決まっていた。
これ以降の洋画やその予告動画に「バーン(BRAAAM)」と低音の金管楽器のようなサウンドエフェクト(インセプションホーンとも)が多用されるようになったがこの作品が起源であるとされる一方で異論もある。ハンス・ジマーによると「遠くから聞こえる重厚な角笛の音」をイメージしたという。
ジマーによる劇中音楽を抜粋したサウンドトラック盤が、映画公開直前となる2010年7月13日にアメリカで発売された。日本盤は8月4日にワーナーミュージック・ジャパンより発売された。
| #   | タイトル                                 | 作詞 | 作曲・編曲 | 時間 |
| --- | ---------------------------------------- | ---- | ---------- | ---- |
| 1.  | 「ハーフ・リメンバード・ドリーム」       |      |            | 1:12 |
| 2.  | 「ウィ・ビルト・アワ・オウン・ワールド」 |      |            | 1:55 |
| 3.  | 「ドリーム・イズ・コラプシング」         |      |            | 2:28 |
| 4.  | 「ラディカル・ノーション」               |      |            | 3:43 |
| 5.  | 「オールド・ソウルズ」                   |      |            | 7:44 |
| 6.  | 「528491」                               |      |            | 2:23 |
| 7.  | 「モンバサ」                             |      |            | 4:54 |
| 8.  | 「ワン・シンプル・アイデア」             |      |            | 2:28 |
| 9.  | 「ドリーム・ウィズイン・ア・ドリーム」   |      |            | 5:04 |
| 10. | 「ウェイティング・フォー・ア・トレイン」 |      |            | 9:30 |
| 11. | 「パラドクス」                           |      |            | 3:25 |
| 12. | 「タイム」                               |      |            | 4:35 |

ボーナストラック（ダウンロード配信） 
| #  | タイトル                                   | 作詞 | 作曲・編曲 | 時間 |
| -- | ------------------------------------------ | ---- | ---------- | ---- |
| 1. | 「プロジェクション」                       |      |            | 7:04 |
| 2. | 「ドント・シンク・アバウト・エレファント」 |      |            | 5:35 |

予告編で使用され話題になった楽曲はハンス・ジマーではなくザック・ヘムジー作曲の"Mind Heist"。CD化はされずダウンロード販売のみ。

## 公開

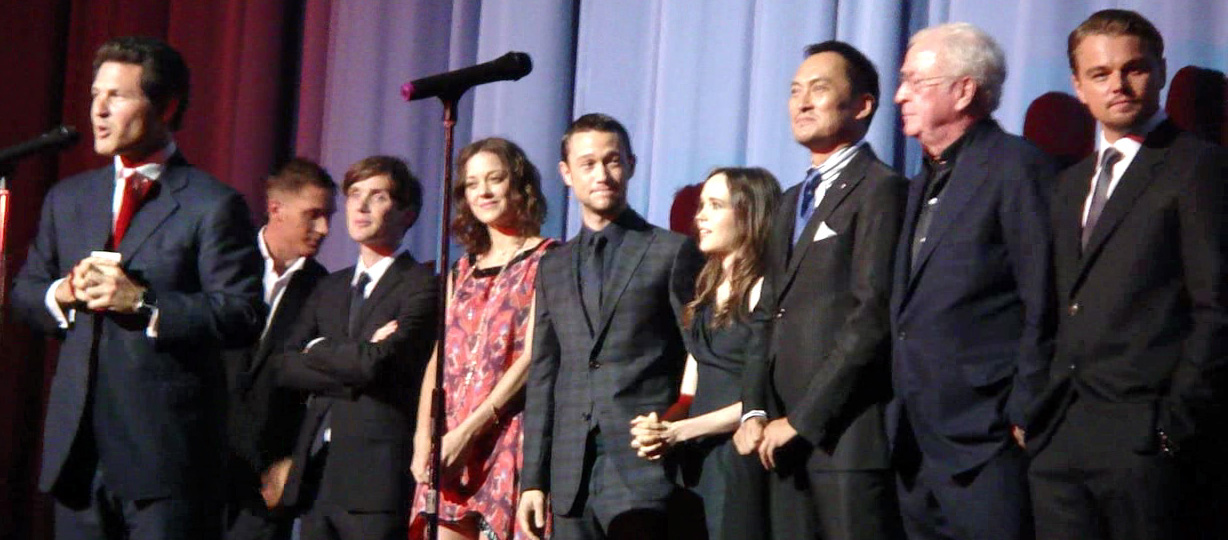
2010年7月ワールド・プレミアにて

予告編は、2009年8月の『イングロリアス・バスターズ』で第1弾、12月の『シャーロック・ホームズ』で第2弾、2010年5月の『アイアンマン2』で第3弾が公開された。2010年7月8日にロンドンのレスター・スクウェアでワールド・プレミアが行われ、7月16日よりアメリカのIMAXシアターと従来の劇場の両方で一般公開された。日本では同月15日に東京国際フォーラムで特別試写会、2日後の17日より3日間の先行上映が行われ、1週間遅れとなる23日より一般公開される。

### 宣伝
2010年春より、ポスター、広告、ウェブサイトを利用したバイラル・マーケティングが開始された。ワーナー・ブラザースによると宣伝費は1億ドルである。日本では、7月7日午後7時7分に全国35都道府県136カ所の街頭ビジョン、電機店舗のモニター、交通機関の車内モニターを使った映像ジャックが行われ、ディカプリオ、渡辺謙、ノーランの3名による緊急声明映像が流された。キャッチコピーは、「お前の頭へ侵入する。」、「犯罪現場は、お前の頭の中。 （YOUR MIND IS THE SCENE OF THE CRIME.）」、「ディカプリオがお前の頭へ侵入する。」、「渡辺謙がお前の頭へ侵入する。」。

## 評価

### 興行収入
北米の公開初週末3日間で6,280万ドルを稼ぎだした。これはレオナルド・ディカプリオ主演作では過去最高のオープニングであり、またSF映画としてジェームズ・キャメロン監督の『アバター』につぐ史上2番目のオープニング記録となった。2週目もアンジェリーナ・ジョリー主演の『ソルト』を引き離し、首位。同様に3週目も首位を維持した。

### 批評家の反応
Rotten Tomatoesによると、87%が本作に対し肯定的な評価を下し、平均点は8.0となった。またMetacriticでは、38のレビューで平均点が100点満点中76点であった。
英国の『エンパイア』誌では5つ星映画に認定され、「ウィリアム・ギブスン作品を脚色したスタンリー・キューブリック映画のようだ」と評された。
また、本作は日本の著名人からも高く評価された。
- 映画監督の庵野秀明は「面白いです。SFアクション映画という言葉にとらわれず、観るとまた面白いです。監督の『夢』『逃避』『現実』『目覚め』 そして『観客』『作り手』という一連のメッセージがまたよかったです」と語った[44]。
- ゲームデザイナーの小島秀夫は「世の中が映像の3D化に堕ちていく中、天才クリストファー・ノーランは映像そのものの階層化に挑んだ。現実（フィクション）から夢（フィクション）、夢（フィクション）から虚構（フィクション）へと墜ちて行く、底なし脳内アクション大作！」とコメントした[44]。

## テレビ放送
| 回数 | 放送局     | 放送枠       | 放送日        | 放送時間（JST） | 放送分数 | 吹替版       | 平均世帯 視聴率 | 備考         |
| ---- | ---------- | ------------ | ------------- | --------------- | -------- | ------------ | --------------- | ------------ |
| 1    | テレビ朝日 | 日曜洋画劇場 | 2012年6月10日 | 21:00-23:39     | 159分    | テレビ朝日版 | 10.2%           | 地上波初放送 |

## Blu-ray/DVD
ワーナー・ブラザース・ホームエンターテイメントよりBlu-ray・DVD・Ultra HD Blu-rayが発売。2020年10月9日以降NBCユニバーサルが販売。
- Blu-ray
  - インセプション ブルーレイ&DVDセット プレミアムBOX　品番：BWBA-Y28935　発売日：2010年12月7日
  - インセプション ブルーレイ&DVDセット　品番：BWBA-Y27614　発売日：2010年12月7日
  - インセプション　品番：WTB-Y26418　発売日：2011年7月20日
  - 【数量限定生産】インセプション ブルーレイ版 FR4ME〈フレーム〉仕様　品番：1000536781　発売日：2014年12月17日
  - 【初回限定生産】インセプション　品番：1000588544　発売日：2015年12月16日
  - 【数量限定生産】インセプション ブルーレイ スチールブック仕様　品番：1000701741　発売日：2017年12月16日
  - インセプション <4K ULTRA HD&ブルーレイセット>　品番：1000701471　発売日：2017年12月20日
- DVD
  - インセプション　品番：DLV-Y26418　発売日：2010年12月7日
  - インセプション　品番：CWBA-Y26419　発売日：2011年7月20日
  - 【初回限定生産】インセプション　品番：1000588429　発売日：2015年12月16日